# رائول مارادونا
رائول مارادونا (انگلیسی: Raúl Maradona؛ زادهٔ ۲۹ نوامبر ۱۹۶۶) بازیکن فوتبال اهل آرژانتین است. وی برادر دیگو مارادونا و هوگو می‌باشد.
از باشگاه‌هایی که در آن بازی کرده‌است می‌توان به باشگاه فوتبال گرانادا و باشگاه فوتبال بوکا جونیورز اشاره کرد.